# Il boss delle torte
Il boss delle torte (titolo originale Cake Boss) è un reality show a episodi di genere documentario e culinario.
È centrato sull'attività della famiglia italo-americana Valastro, di origini siciliane e pugliesi, che si occupa di pasticceria ed è specializzata nella preparazione di torte scenografiche per ogni occasione. Il set è collocato a Hoboken, New Jersey, nella Pasticceria da Carlo (così chiamata nella versione italiana del reality, il nome originario è Carlo's Bake Shop), fondata nel 1910 da Carlo Guastaferro e acquistata nel 1964 da Bartolo "Buddy" Valastro Sr..
Le serie dello show sono andate in onda in Italia fin dal 2009 sulla rete televisiva Real Time, che ha trasmesso l'ottava stagione in anteprima mondiale rispetto agli USA. Originariamente il reality show va in onda sulla rete televisiva USA TLC.

## Cast
Il cast del reality show è composto principalmente dalla famiglia Valastro. I componenti del cast appaiono nel ruolo di se stessi.

### Cast attuale
- Bartolo "Buddy" Valastro Jr. (Hoboken, 3 marzo 1977): unico figlio maschio di Buddy Sr. (1940-1994), originario di Lipari, e di Maria "Mary" Tubito (1948-2017). È il proprietario della Pasticceria da Carlo nonché volto dello show trasmesso dalla TLC, Il boss delle torte. Ha espanso il business dell'attività di famiglia, arrivando ad aprire altre cinque pasticcerie e un caffè, oltre alla prima pasticceria presente a Hoboken.
- Elisabetta "Lisa" Belgiovine in Valastro (9 marzo 1979): moglie di Buddy, è figlia di genitori italiani, Gloria Tammacco e Mauro Belgiovine, originari di Molfetta, in Puglia.
- Grace Valastro in Faugno (30 giugno 1966): prima figlia di Buddy Sr. e Mary e moglie di Joey. Ha due figli, Robert (nato nel 1992) e Bartolina (nata nel 1997).
- Joey Faugno (10 ottobre 1967): pompiere e pasticcere, marito di Grace.
- Maddalena "Madeline" Valastro in Castano (15 agosto 1967): seconda figlia di Buddy Sr. e Mary e moglie di Mauro. Hanno tre figli:  Mary (20 ottobre 1993), Dominique (9 gennaio 1998) e Bartolo "Buddy" (5 aprile 1999).
- Mauro Castano (Milano, 18 agosto 1963): marito di Madeline e braccio destro di Buddy. A differenza del cognato, è cittadino italiano naturalizzato statunitense, in quanto ha vissuto in Italia fino ai 12 anni. Il padre era di Bernalda, in Basilicata e la madre era della provincia di Reggio Emilia[2]. Sbarcò negli USA il 15 febbraio 1976. Ha lavorato nella pasticceria fin dai tempi del padre di Buddy a partire dal 1987, dopo aver lavorato come carpentiere e dopo aver restaurato la pasticceria del futuro suocero. Il 16 settembre 1989 Mauro ebbe il suo primo appuntamento con Maddalena, orchestrato dal padre di lei, e due anni dopo, nell'ottobre 1991, i due si sposarono. Ha due sorelle e due fratelli. Il più piccolo, Stefano, apparso in una puntata dell'ottava stagione, si è sposato con Carrie, un'impiegata della pasticceria. È un grandissimo tifoso dell'Inter.
- Mary Valastro in Sciarrone (30 settembre 1969): terza figlia di Buddy Sr. e Mary. Ha due figli, Lucia e Joseph.
- Joe Sciarrone: marito di Mary. Appare molto di rado nella serie.
- Lisa Valastro ex Gonzalez (31 dicembre 1974): figlia minore di Buddy Sr. e Mary. Ha tre figli: Teresa, John e Isabella.
- Frank Amato Jr.: cugino di Buddy e padrino del figlio di questi, Marco.
- Danny Dragone: amico di famiglia e aiutante.
- Christine Campanelli: seconda commessa.
- Violet Valentin: terza commessa.
- Toni Walton: dipendente.
- Daniela Belgiovine: sorella di Lisa V., cognata di Buddy e moglie di Vinny.
- Vincent "Vinny" Tubito: cugino di Buddy e marito di Daniela.
- Maurizio Belgiovine: fratello di Lisa e cognato di Buddy.
- Dana Herbert: dipendente e mago dello zucchero, vincitore della prima edizione de "Il boss delle torte - La sfida".
- Sofia Valastro (23 aprile 2003): primogenita e unica figlia femmina di Buddy e Lisa V.
- Buddy Jr. Valastro (nato Bartolo "Buddy" Valastro III) (27 settembre 2004): primo figlio maschio, minore di Sofia, di Buddy e Lisa V.
- Marco Valastro (26 febbraio 2007): terzo figlio di Buddy e Lisa V.
- Carlo Salvatore Valastro: quarto figlio di Buddy e Lisa V. Il suo nome è nato dalla fusione del ricordo dell'amico Sal e del nome della pasticceria (nato il 14 febbraio 2011).
- Ralph Attanasia (6 settembre 1984): dipendente, ex circense oggi mago delle sculture in cioccolato plastico.
- Marissa Lopez: tirocinante, vincitrice della seconda edizione de "Il boss delle torte - La sfida".

### Cast del passato
- Maria "Mary" Tubito in Valastro (1948-2017) madre di Buddy; acquistò la pasticceria con il marito nel 1964. È nata ad Altamura, in Italia. Nel 2012 fu annunciato che le era stata diagnosticata la SLA. La reazione della famiglia alla notizia è stata documentata all'interno dello show. Inoltre vengono documentate le varie fasi delle cure a cui si sottopone. Ha una sorella di nome Anna apparsa in una puntata della serie. La mattina del 22 giugno 2017, Buddy ha annunciato la morte della madre attraverso un post su Instagram e Facebook.
- Remigio "Remy" Gonzalez: braccio sinistro di Buddy ed ex-marito di Lisa, è uscito dallo show nel 2011 in seguito al suo arresto per violenza sessuale.[3]
- Salvatore "Sal" Picinich (1947-2011): iniziò a lavorare per La Pasticceria da Carlo fin dal 1964 di cui era uno dei pilastri. È deceduto il 30 gennaio 2011 a causa del cancro[4][5]. Smise di comparire nello show a partire dal 2009 per curarsi dal cancro. Ritornò nello show nel 2010 per accettare la targa di Impiegato del Secolo durante i festeggiamenti per i 100 anni della pasticceria.
- Kevin "Stretch" Krand: ex fattorino della Pasticceria da Carlo, ha lasciato lo show e la pasticceria per continuare i suoi studi.
- Tony "Tone-Tone" Albanese: ex dipendente, è apparso solo nella prima stagione, lascia la Pasticceria da Carlo per avviare una sua attività, la The Pastryarch.[6]
- Daniella Storzillo: scultrice e decoratrice, lascia la pasticceria per intraprendere la carriera di agente immobiliare.[7]
- Stephanie "Sunshine" Fernandez: ex decoratrice della Pasticceria da Carlo, è stata la prima donna a essere assunta come decoratrice e non commessa del negozio.
- Paul Conti: Quarto classificato della terza edizione de Il boss delle torte - La sfida, venne assunto da Buddy dopo che l'Uragano Sandy ha distrutto la sua casa e il suo posto di lavoro. Ha lasciato lo show e la Pasticceria da Carlo dopo aver trovato un altro posto di lavoro.
- Ashley Holt: vincitrice della terza edizione de Il boss delle torte - La sfida, lascia la Pasticceria da Carlo per aprire la sua propria pasticceria. La preparazione della torta nuziale, della torta per lo sposo e il matrimonio sono stati registrati per lo show; inoltre le foto del matrimonio e delle torte sono state pubblicate sul sito della TLC.[8]
- Anthony Bellifemine: cugino di Buddy, pasticciere ed ex fattorino[9], lascia inaspettatamente la pasticceria e lo show per trasferirsi in Florida con la famiglia.[10]

## Stagioni
| Stagione | Puntate | Prima TV USA | Prima TV Italia |
| -------- | ------- | ------------ | --------------- |
| 1        | 13      | 2009         | 2009            |
| 2        | 18      | 2009-2010    | 2010            |
| 3        | 24      | 2010         | 2011            |
| Speciali | 5       | 2010-2011    | 2012            |
| 4        | 38      | 2011-2012    | 2012            |
| 5        | 30      | 2012-2013    | 2013            |
| 6        | 28      | 2013-2014    | 2014            |
| 7        | 19      | 2015         | 2016            |
| 8        | 20      | 2016         | 2016            |
| 9        | 20      | 2017         | 2017            |